# Reprezentacja Ukrainy na Mistrzostwach Świata w Narciarstwie Klasycznym 2007
Reprezentacja Ukrainy na Mistrzostwach Świata w Narciarstwie Klasycznym 2007 liczyła 14 sportowców. Najlepszym wynikiem było 7. miejsce (Łada Nesterenko) w biegu kobiet na 30 km.

## Medale

### Złote medale
Brak

### Srebrne medale
Brak

### Brązowe medale
Brak

## Wyniki

### Biegi narciarskie mężczyzn
Sprint
- Ołeksandr Pucko - 34. miejsce (odpadł w kwalifikacjach)
- Roman Łejbiuk - 35. miejsce (odpadł w kwalifikacjach)
- Mychajło Humeniak - 45. miejsce (odpadł w kwalifikacjach)
- Witalij Sztun - 53. miejsce (odpadł w kwalifikacjach)

Bieg na 15 km
- Ołeksandr Pucko - 15. miejsce
- Mychajło Humeniak - 43. miejsce
- Roman Łejbiuk - 56. miejsce
- Witalij Sztun - 82. miejsce

Bieg na 30 km
- Mychajło Humeniak - 38. miejsce
- Ołeksandr Pucko - 40. miejsce
- Roman Łejbiuk - nie ukończył

Bieg na 50 km
- Mychajło Humeniak - 30. miejsce
- Ołeksandr Pucko - 34. miejsce
- Roman Łejbiuk - nie ukończył

Sztafeta 4 × 10 km
- Witalij Sztun, Roman Łejbiuk, Ołeksandr Pucko, Mychajło Humeniak - 15. miejsce

### Biegi narciarskie kobiet
Sprint
- Maryna Ancybor - 53. miejsce (odpadła w kwalifikacjach)
- Łada Nesterenko - 57. miejsce (odpadła w kwalifikacjach)

Sprint drużynowy
- Zoja Obiuch, Maryna Ancybor - 16. miejsce

Bieg na 10 km
- Wałentyna Szewczenko - 8. miejsce
- Łada Nesterenko - 17. miejsce
- Maryna Ancybor - 35. miejsce
- Zoja Obiuch - dyskwalifikacja

Bieg na 15 km
- Wałentyna Szewczenko - 14. miejsce
- Łada Nesterenko - 25. miejsce
- Kataryna Hryhorenko - 48. miejsce
- Wita Jakimczuk - nie wystartowała

Bieg na 30 km
- Łada Nesterenko - 7. miejsce
- Wałentyna Szewczenko - 12. miejsce
- Zoja Obiuch - 36. miejsce
- Kataryna Hryhorenko - 38. miejsce

Sztafeta 4 × 5 km
- Łada Nesterenko, Maryna Ancybor, Wita Jakimczuk, Wałentyna Szewczenko - 12. miejsce

### Kombinacja norweska
Sprint HS 134 / 7,5 km
- Wołodymyr Traczuk - 39. miejsce

HS 100 / 15,0 km metodą Gundersena
- Wołodymyr Traczuk - 41. miejsce

### Skoki narciarskie
Normalna skocznia indywidualnie HS 100
- Wołodymyr Boszczuk - 35. miejsce
- Witalij Szumbareć - 51. miejsce
- Ołeksandr Łazarowicz - odpadł w kwalifikacjach

Duża skocznia indywidualnie HS 134
- Witalij Szumbareć - 41. miejsce
- Wołodymyr Boszczuk - odpadł w kwalifikacjach
- Ołeksandr Łazarowicz - odpadł w kwalifikacjach

Duża skocznia drużynowo HS 134
- Wołodymyr Traczuk, Ołeksandr Łazarowicz, Witalij Szumbareć, Wołodymyr Boszczuk - 13. miejsce